# Taiwanische Röhrennasenfledermaus
Die Taiwanische Röhrennasenfledermaus (Murina puta) ist eine Fledermausart der Gattung Murina. Die Art kommt endemisch nur auf der Insel Taiwan vor.

## Merkmale
Die Taiwanische Röhrennasenfledermaus ist eine mittelgroße Fledermausart und erreicht eine Kopf-Rumpf-Länge von 59 bis 61 Millimetern und eine Schwanzlänge 32 bis 36 Millimetern. Die Hinterfüße sind 10 bis 11 Millimeter lang, die Ohren haben eine Länge von 17 bis 19 Millimetern. Das Rückenfell ist lang und weich, es ist rötlich-braun und die Haare sind dreifarbig mit dunkler Basis, sandbraunem Mittelteil und rötlichen Spitzen. Die Bauchseite ist etwas heller gefärbt. Die Unterarmlänge beträgt 34 bis 35 Millimeter. Die Beine, die Oberseite der Schwanzflughaut (Uropatagium) und auch der Schwanz sind behaart.
| 2 | · | 1 | · | 2 | · | 3 | = 34 |
| 3 | · | 1 | · | 2 | · | 3 | = 34 |

Der Schädel ist kompakt und breit gebaut. Wie andere Murina-Arten besitzen die Tiere jeweils zwei Schneidezähne (Incisivi), einen Eckzahn (Caninus), zwei Vorbackenzähne (Praemolares) und drei Backenzähne (Molares) in einer Oberkieferhälfte. Im Unterkiefer ist ein Schneidezahn pro Kieferhälfte mehr vorhanden, insgesamt besitzen sie entsprechend 34 Zähne. Der obere Prämolar P2 ist etwas größer als der P4.

## Verbreitung
Die Taiwanische Röhrennasenfledermaus kommt als Endemit auf der Insel Taiwan vor.

## Lebensweise
Über die Lebensräume der Taiwanischen Röhrennasenfledermaus liegen nur wenige Daten vor. Sie ist selten und kommt vor allem in den gemäßigt temperierten Waldgebieten der Höhenlagen vor.

## Systematik
Die Taiwanische Röhrennasenfledermaus wird als eigenständige Art der Gattung Murina zugeordnet. Die wissenschaftliche Erstbeschreibung stammt von dem japanischen Zoologen Kyūkichi Kishida, der die Art im Jahr 1924 anhand von Individuen aus der Region um Changhua auf Taiwan beschrieb. Eine nähere Verwandtschaft besteht wahrscheinlich zur auf dem Festland lebenden Weißbauch-Röhrennasenfledermaus (Murina huttoni).
Innerhalb der Art sind neben der Nominatform keine Unterarten bekannt.

## Gefährdung und Schutz
Aufgrund des sehr kleinen Verbreitungsgebietes in den Bergregionen von Taiwan sowie die Bindung an Primärwaldgebiete, die teilweise eingeschlagen werden, wird die Art von der International Union for Conservation of Nature and Natural Resources (IUCN) als Art der Vorwarnliste („near threatened“) gelistet. Ein bestandsgefährdendes Risiko für die nicht häufig vorkommende Art geht vom Holzeinschlag in den Wäldern ihres Lebensraums und dem damit verbundenen Habitatverlust aus. Spezifische Schutzmaßnahmen für die Art bestehen nicht.

## Belege
1. 1 2 3 4 5 6 7 8 9  Don E. Wilson: Taiwanese Tube-Nosed Bat. In: Andrew T. Smith, Yan Xie: A Guide to the Mammals of China. Princeton University Press, 2008; S. 385, ISBN 978-0-691-09984-2.
2. ↑  Don E. Wilson: Murina. In: Andrew T. Smith, Yan Xie: A Guide to the Mammals of China. Princeton University Press, 2008; S. 383 ff. ISBN 978-0-691-09984-2.
3. 1 2 3  Murina puta in der Roten Liste gefährdeter Arten der IUCN 2017-3. Eingestellt von: A.T. Smith, C.H. Johnston, G. Jones, S. Rossiter, 2008. Abgerufen am 19. März 2018.
4. 1 2  Don E. Wilson & DeeAnn M. Reeder (Hrsg.): Murina (Murina) puta in Mammal Species of the World. A Taxonomic and Geographic Reference (3rd ed).